# Europees kampioenschap voetbal 2008 (Groep C) Nederland - Roemenië
Nederland - Roemenië is een internationale voetbalwedstrijd die op 17 juni 2008 werd gespeeld in het kader van Europees kampioenschap voetbal 2008. De wedstrijd in groep C was voor beide landen de derde wedstrijd van het toernooi en de laatste groepswedstrijd.

## Nieuws voorafgaand aan de wedstrijd
Voorafgaand aan deze wedstrijd was Nederland, met 6 punten, de winnaar van Poule C. Nederland had eerder Italië met 3 - 0 verslagen en Frankrijk met 4 - 1. Nederland was daardoor al zeker van een plaats in de kwartfinale. Roemenië stond op de tweede plaats in de poule met 2 punten, na twee gelijke spelen tegen Frankrijk (0 - 0) en Italië (1 - 1). De laatste keer dat beide landen elkaar tegenkwamen was tijdens de kwalificatie voor het Europees Kampioenschap. Op 13 oktober 2007 won Roemenië in Roemenië met 1 - 0.
In Italië vreesde men na het Europees kampioenschap voetbal 2004 in Portugal voor een nieuw debacle. In 2004 werd Italië in de poule derde, achter Zweden en Denemarken. Italië zat toen in Poule C samen met Bulgarije, Denemarken en Zweden. In poule C was Bulgarije de minste van de vier. Het verloor alle wedstrijden en met name de openingswedstrijd ging ruim verloren: tegen Zweden werd het 0-5. De drie andere landen speelden onderling telkens gelijk. In de slotronde had Zweden zeker, en Denemarken waarschijnlijk, aan een onderling gelijkspel genoeg om door te gaan. Omdat Italië in de slotwedstrijd de grootste moeite had om van Bulgarije te winnen (pas in de 4e minuut van de blessuretijd werd de 2-1 gemaakt), was de 2-2 tussen de beide Scandinavische landen voor hen voldoende om door te gaan naar de kwartfinales. Nu is men bang dat Nederland datzelfde kunstje zal flikken. Als Nederland verliest van Roemenië, dan is, ongeacht de uitslag tussen Frankrijk en Italië, zowel Nederland als Roemenië door naar de kwartfinale van het Europees Kampioenschap 2008.
De UEFA deelde bij monde van William Gaillard mee dat Marco van Basten vrij is om zijn reservespelers op te stellen. Gaillard verwees daarbij naar Poule D van het Europees Kampioenschap voetbal 2004, waarbij Tsjechië na overwinningen op Letland en Nederland al geplaatst was voor de kwartfinale. Voor de laatste wedstrijd tegen Duitsland werden door de Tsjechische bondscoach Karel Brückner, op Petr Čech na, alle spelers vervangen. Men verwachtte dat Duitsland zou winnen van het B-team van Tsjechië. Het kwam zelfs op voorsprong door Michael Ballack. Desondanks werd Duitsland met 1-2 verslagen door doelpunten van Marek Heinz en Milan Baroš.
Van Basten reageerde tegenover de NOS dat hij elke wedstrijd wil winnen, dus ook van Roemenië. De redenen dat hij spelers rust zou geven, is omdat een speler op scherp staat. Dit zijn voor deze wedstrijd Nigel de Jong en André Ooijer. Het kan ook zijn, dat iemand rust nodig heeft door een kleine blessure. Ook kan het zijn, dat iemand zich tijdens de training zo heeft in de kijker heeft gespeeld, dat die speler nu een kans verdient. Ook zou er geen B-team zijn, maar 23 gelijkwaardige selectiespelers.
De Roemeense bondscoach Victor Pițurcă stelde daags voor de wedstrijd, dat hij pas na de wedstrijd tegen Nederland zich laat informeren over het resultaat bij de wedstrijd Frankrijk - Italië. Hij is niet van plan om anders te coachen als de stand elders verandert en gaat uit van eigen kracht. Ook denkt hij dat de concentratie bij het Nederlands elftal lager zal zijn, omdat ze al geplaatst zijn voor de kwartfinale. Als er een B-team opgesteld zou worden, dan zou dat een ander team zijn, dan het team dat Italië en Frankrijk hadden verslagen. En die waren niet voor niets bankspelers.

## Voorbeschouwing
- Bij het Nederlands elftal stonden twee spelers op scherp. Dat wil zeggen dat, wanneer deze spelers een gele kaart zouden krijgen, ze geschorst zijn voor de kwartfinale. De twee spelers waren Nigel de Jong die een gele kaart kreeg tegen Italië en André Ooijer die een gele kaart ontving tegen Frankrijk.
- Bij Roemenië was Dorin Goian geschorst, omdat hij al twee gele kaarten had ontvangen. Verder stonden Cosmin Contra, Daniel Niculae, Adrian Mutu en Cristian Chivu op scherp.
- De Roemeen Mirel Rădoi miste niet alleen de wedstrijd tegen het Nederlands elftal, maar ook de rest van het toernooi. Bij de wedstrijd tegen Italië kwam hij in botsing met ploeggenoot Răzvan Raț. Hierbij liep hij een gebroken neus op en een blessure aan het oog.[5] Radoi werd op 14 juni aan zijn oog geopereerd.[6]
- Mario Melchiot had op 14 juni voor het eerst zonder blessure meegedaan aan de training van het Nederlands elftal.
- Ciprian Marica was ook hersteld van een lichte hersenschudding na een botsing in de voorbereiding met Marius Niculae. De speler van VfB Stuttgart hoopte dat Nederland met het sterkst mogelijk team speelt, maar kon begrijpen, dat er spelers gespaard zouden worden. Maar hij merkte ook op, dat ook tegen het B-team van Nederland Roemenië het moeilijk zou krijgen. Desondanks had Marica veel vertrouwen in het bereiken van de kwartfinale.[7]

## Wedstrijdgegevens

De basisopstellingen van beide landen.

| Datum                | 17 juni 2008                  | 17 juni 2008                  |
| Stadion              | Stade de Suisse, Bern         | Stade de Suisse, Bern         |
| Toeschouwers         | 31.781                        | 31.781                        |
| Scheidsrechter       | Massimo Busacca               | Massimo Busacca               |
| Assistenten          | Matthias Arnet Stéphane Cuhat | Matthias Arnet Stéphane Cuhat |
| Vierde man           | Craig Thomson                 | Craig Thomson                 |
| Man van de wedstrijd | Robin van Persie              | Robin van Persie              |
|                      | Nederland                     | Roemenië                      |
| Doelpunten           | 2                             | 0                             |
| Gele kaarten         | 0                             | 1                             |
| Rode kaarten         | 0                             | 0                             |
| Wissels              | 3                             | 3                             |
| Schoten op doel      | 6                             | 2                             |
| Schoten naast doel   | 8                             | 7                             |
| Overtredingen        | 17                            | 11                            |
| Hoekschoppen         | 2                             | 1                             |
| Buitenspel           | 2                             | 5                             |
| Vrije trappen        | 16                            | 18                            |
| Strafschoppen        | 0                             | 0                             |
| Balbezit (tijd)      | 37'13                         | 23'59                         |
| Balbezit (%)         | 60                            | 40                            |

| Nederland | 2 – 0           | Roemenië |
| Klaas-Jan Huntelaar 54' (Ibrahim Afellay) Robin van Persie 87' (Demy de Zeeuw) | goals (assists) | |
| Marco van Basten | bondscoach      | Victor Pițurcă |
| Maarten Stekelenburg Khalid Boulahrouz 58' Johnny Heitinga Wilfred Bouma Tim de Cler Demy de Zeeuw Robin van Persie Orlando Engelaar Ibrahim Afellay Arjen Robben 62' Klaas-Jan Huntelaar 83' | opstellingen    | Bogdan Lobonț Cosmin Contra Răzvan Raț Gabriel Tamaș Cristian Chivu 72' Paul Codrea Adrian Mutu Răzvan Cociș Sorin Ghionea 82' Bănel Nicoliță 59' Marius Niculae |
| Mario Melchiot 58' Dirk Kuijt 62' Jan Vennegoor of Hesselink 83' | wissels         | 59' Daniel Niculae 72' Nicolae Dică 82' Florentin Petre |
| | gele kaarten    | 78' Cristian Chivu |
| | rode kaarten    | |

## Nabeschouwing
- Nederland is het eerste land dat twee keer op de eindronde alle poulewedstrijden wint. Nederland deed dat eerder op het Europees kampioenschap voetbal 2000.
- Nederland heeft nu zeven verschillende doelpuntenmakers. Dat is een evenaring van het record. Italië en Frankrijk deden dat op het Europees kampioenschap voetbal 2000 en Tsjechië deed dat op het Europees kampioenschap voetbal 1996.[9]
- Alleen Henk Timmer heeft nog geen minuut gespeeld op het Europees kampioenschap voetbal 2008.

## Overzicht van wedstrijden
| Groepswedstrijden | | | |
| Groep A | Groep B | Groep C | Groep D |
| Zwitserland - Tsjechië Portugal - Turkije Tsjechië - Portugal Zwitserland - Turkije Zwitserland - Portugal Turkije - Tsjechië | Oostenrijk - Kroatië Duitsland - Polen Kroatië - Duitsland Oostenrijk - Polen Oostenrijk - Duitsland Polen - Kroatië | Roemenië - Frankrijk Nederland - Italië Italië - Roemenië Nederland - Frankrijk Nederland - Roemenië Frankrijk - Italië | Spanje - Rusland Griekenland - Zweden Zweden - Spanje Griekenland - Rusland Griekenland - Spanje Rusland - Zweden |
| Kwartfinales | | | |
| Portugal - Duitsland | Kroatië - Turkije | Nederland - Rusland | Spanje - Italië                                                                                                   |
| Halve finales | | | |
| Duitsland - Turkije | Duitsland - Turkije                                                                                                  | Rusland - Spanje | Rusland - Spanje                                                                                                  |
| Finale | | | |
| Duitsland - Spanje | | | |